# Tibouchina saxicola
Tibouchina saxicola är en tvåhjärtbladig växtart som beskrevs av F. S. Meyer, P. J. F. Guim. och Renato Goldenberg. Tibouchina saxicola ingår i släktet Tibouchina och familjen Melastomataceae. Inga underarter finns listade i Catalogue of Life.